# Puchar Serie C w piłce nożnej
Puchar Włoch Serie C (włoska nazwa Coppa Italia Serie C) – to turniej piłkarski dla włoskich zespołów klubowych występujących w Serie C (trzeci poziom rozgrywek). Rozgrywany jest systemem pucharowym (przegrywający odpada).
Jedynym klubem, który zdobył trofeum więcej niż 1 raz jest Monza (4 triumfy).

## Triumfatorzy
| Rok  | Zwycięzca           | Finalista           |
| ---- | ------------------- | ------------------- |
| 1973 | Alessandria         | Avellino            |
| 1974 | Monza               | Lecce               |
| 1975 | Monza               | Sorrento            |
| 1976 | Lecce               | Monza               |
| 1977 | Lecco               | Sangiovannese       |
| 1978 | Udinese             | Reggina             |
| 1979 | Siracusa            | Biellese            |
| 1980 | Padova              | Salernitana         |
| 1981 | Arezzo              | Ternana             |
| 1982 | Vicenza             | Campobasso          |
| 1983 | Carrarese           | Fano                |
| 1984 | Fanfulla            | Ancona              |
| 1985 | Casarano            | Carrarese           |
| 1986 | Virescit Boccaleone | Jesi                |
| 1987 | Livorno             | Campania            |
| 1988 | Monza               | Palermo             |
| 1989 | Cagliari            | Spal                |
| 1990 | Lucchese            | Palermo             |
| 1991 | Monza               | Palermo             |
| 1992 | Sambenedettese      | Siena               |
| 1993 | Palermo             | Como                |
| 1994 | Triestina           | Perugia             |
| 1995 | Varese              | Forlì               |
| 1996 | Empoli              | Monza               |
| 1997 | Como                | Nocerina            |
| 1998 | Alzano Virescit     | Cesena              |
| 1999 | Spal                | Gualdo              |
| 2000 | Pisa                | Avellino            |
| 2001 | Prato               | Lumezzane           |
| 2002 | AlbinoLeffe         | Livorno             |
| 2003 | Brindisi            | Pro Patria          |
| 2004 | Cesena              | Pro Patria          |
| 2005 | Spezia              | Frosinone           |
| 2006 | Gallipoli           | Sanremese           |
| 2007 | Foggia              | Cuneo               |
| 2008 | Bassano             | Benevento           |
| 2009 | Sorrento            | Cremonese           |
| 2010 | Lumezzane           | Cosenza             |
| 2011 | Juve Stabia         | Carpi               |
| 2012 | Spezia              | Pisa                |
| 2013 | Latina              | Viareggio           |
| 2014 | Salernitana         | Monza               |
| 2015 | Cosenza             | Como                |
| 2016 | Foggia              | Cittadella          |
| 2017 | Venezia             | Matera              |
| 2018 | Alessandria         | Viterbese Castrense |
| 2019 | Viterbese           | Monza               |
| 2020 | Juventus U23        | Ternana             |
| 2021 | rozgrywki anulowane | rozgrywki anulowane |
| 2022 | Padova              | Südtirol            |
| 2023 | Vicenza             | Juventus U23        |
| 2024 | Catania             | Padova              |